# Fernando de la Rúa
Fernando de la Rúa (Córdoba, 15 de setembro de 1937 — Buenos Aires, 9 de julho de 2019) foi um advogado e político argentino da União Cívica Radical (UCR), que serviu como presidente da Argentina de 10 de dezembro de 1999 a 21 de dezembro de 2001. 
De la Rúa entrou na política depois de se formar em Direito. Foi eleito senador em 1973 e, sem sucesso, concorreu à vice-presidência da República nas eleições presidenciais do mesmo ano, na chapa de Ricardo Balbín. Elegeu-se novamente senador em 1983 e 1993 e deputado nacional por Buenos Aires em 1991. Se opôs em vão ao pacto de Olivos entre o presidente Carlos Menem e o líder de seu partido Raúl Alfonsín, que permitiu a emenda de 1994 da Constituição argentina e a reeleição de Menem em 1995.
De la Rúa foi o primeiro chefe de governo de Buenos Aires a ser eleito pelo voto popular, uma mudança introduzida pela alteração da Constituição. Ele expandiu o metro de Buenos Aires, adicionando novas estações à Linha D, iniciando a expansão da Linha B e estabelecendo a Linha H. Também criou a Avenida Roberto Goyeneche e a primeira ciclovia da cidade.
Em 1999, De la Rúa foi eleito presidente depois de concorrer na primária da Aliança, uma coalizão política da UCR e do FREPASO. No cargo, recebeu a oposição dos sindicatos peronistas e seu vice-presidente Carlos Álvarez renunciou depois de denunciar subornos no Senado. A crise econômica que começou durante o governo de Menem piorou e no final de 2001 levou a um pânico bancário. O governo estabeleceu o Corralito para limitar os resgates de depósitos bancários. De la Rúa decretou um estado de emergência durante os protestos de dezembro de 2001. Renunciou em 21 de dezembro, e o Congresso nomeou um novo presidente. Posteriormente, aposentou-se da política.

## Início de vida
Fernando de la Rúa é filho de Eleonora Bruno e Antonio De la Rúa; ele nasceu na cidade de Córdoba e frequentou o Liceu Militar local antes de entrar na Universidade Nacional de Córdoba, da qual se formou em Direito aos 21 anos. Ele se casou com uma socialite de Buenos Aires, Inés Pertiné, em 1970; eles tiveram três filhos, incluindo Antonio de la Rúa. De la Rúa se envolveu na política em uma idade jovem, entrando no serviço público em 1963 como conselheiro de Juan Palmero, ministro do presidente Arturo Illia.

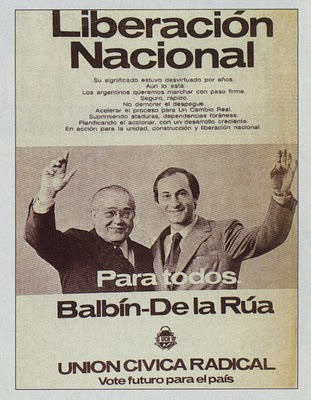
Propaganda da chapa Ricardo Balbín-Fernando de la Rúa para a eleição de setembro de 1973.

Na eleição de março de 1973, foi eleito senador, derrotando o peronista Marcelo Sánchez Sorondo. Foi o único político da União Cívica Radical (UCR) a conseguir derrotar o candidato peronista em sua divisão administrativa. O presidente eleito, Héctor Cámpora, e seu vice renunciaram alguns meses depois, levando à convocação de nova eleição. Ricardo Balbín concorreu para presidente na eleição de setembro, tendo de la Rúa como seu candidato a vice-presidente. A UCR foi derrotada por Juan Perón por uma grande margem de votos. De la Rúa foi retirado do Congresso com o advento do golpe de Estado argentino de 1976. Ele deixou a política e trabalhou como advogado da empresa Bunge y Born.
O Processo de Reorganização Nacional terminou em 1983. De la Rúa pretendia concorrer à presidência, mas perdeu na eleição primária da UCR a Raúl Alfonsín, eleito na eleição geral. Em vez disso, concorreu a senador, derrotando o peronista Carlos Ruckauf. Em 1989, concorreu à reeleição como senador, mas, apesar de sua vitória eleitoral, o colégio eleitoral votou no peronista Eduardo Vaca. De la Rúa foi eleito deputado em 1991 e retornou ao Senado em 1993. O presidente Carlos Menem, eleito em 1989, queria alterar a Constituição para permitir sua candidatura à reeleição em 1995, o que recebeu oposição da UCR. Alfonsín assinou o Pacto de Olivos com Menem, negociando os termos para apoiar a proposta. De la Rúa liderou a oposição ao pacto dentro da UCR, mas Alfonsín prevaleceu na disputa interna. Isso prejudicou a relação entre os dois líderes, mas ajudou o partido a manter uma série de radicais contrários ao pacto. De la Rúa não pôde impedir a emenda de 1994 da Constituição argentina. Como resultado, Menem foi reeleito em 1995. Pela primeira vez, a UCR terminou em terceiro lugar na eleição, sendo superada pelo Frente País Solidário (FREPASO), um novo partido composto por ex-peronistas.

## Prefeito de Buenos Aires
A emenda constitucional deu autonomia à cidade de Buenos Aires, permitindo sancionar suas leis locais e eleger seu próprio prefeito, que anteriormente era nomeado pelo presidente da nação. De la Rúa foi o primeiro prefeito eleito desta maneira, derrotando o prefeito anterior, Jorge Domínguez. Durante seu mandato, criou ou reformulou várias instituições para se adequar ao novo status da cidade, conforme exigido pela constituição nacional e pela recentemente aprovada Constituição de Buenos Aires.
De la Rúa trabalhou na expansão do Metro de Buenos Aires. As primeiras estações estendidas foram a Linha D, Olleros e José Hernández, inaugurada em 1997, a Estação Juramento foi inaugurada em 1999, e Congreso de Tucumán em 2000. Também iniciou as obras para ampliar a Linha B. Carlos Menem começou a transferir o controle e o financiamento do sistema subterrâneo para a cidade, mas a crise econômica de 2001 interrompeu o processo.
O ex-prefeito Domínguez pretendia expandir a Rodovia Pan-Americana para Saavedra, mas o projeto enfrentou oposição generalizada. De la Rúa reformulou o projeto e construiu uma avenida em vez de uma rodovia, que foi aceita. A avenida foi nomeada Roberto Goyeneche. Ele também reiniciou um projeto para construir a Rodovia Cámpora que ligaria a Avenida Dellepiane com o Rio Matanza-Riachuelo, e estabeleceu a primeira ciclovia não recreativa em Buenos Aires na Avenida del Libertador.

## Eleição presidencial de 1999

De la Rúa em sua campanha presidencial em 1999.

O Pacto de Olivos diminuiu a força eleitoral da UCR, levando ao surgimento do FREPASO. Ambos os partidos uniram-se em uma coligação política, a Aliança, que derrotou o Partido Justicialista (PJ) nas eleições de meio de mandato de 1997. Foi a primeira derrota nacional do PJ desde 1985. Os partidos realizaram uma eleição primária para a eleição presidencial de 1999. De la Rúa representou a UCR; todo o partido, incluindo Alfonsín, o apoiou. A candidata do FREPASO foi Graciela Fernández Meijide, que havia derrotado o peronismo na província de Buenos Aires. De la Rúa ganhou a eleição primária por uma ampla margem. Nas primárias, de la Rúa teve mais votos do que o total recebido pelo candidato de seu partido na eleição presidencial anterior. Apesar de sua vitória, Alfonsín ainda era o presidente da UCR. Eles discordaram sobre quem deveria ser o vice de de la Rúa. Alfonsín optou pelo popular Carlos Álvarez, líder do FREPASO, argumentando que ele poderia atrair mais eleitores e possuía mais conhecimentos políticos; de la Rúa havia cogitado Meijide, pois ela participou das eleições primárias e era de um distrito diferente do dele. A escolha por Álvarez também foi o resultado da política interna da Aliança: com exceção de Meijide, o FREPASO não tinha uma figura política que pudesse concorrer com boas chances para governador da província de Buenos Aires. Se ela tivesse concorrido para vice-presidente, o FREPASO teria que renunciar a essa candidatura para um candidato radical.
Carlos Menem desprezou de la Rúa como um candidato "monótono." De la Rúa explorou essa descrição em anúncios de televisão, abraçando-a e comparando o estilo reluzente de Menem e a corrupção política de seu governo. Também se comparou com o candidato peronista Eduardo Duhalde. De la Rúa prometeu resolver a crise econômica com austeridade fiscal e controles fiscais mais elevados, na esperança de baixar as taxas de juros, trazer mais investimentos estrangeiros e reduzir o desemprego. Além disso, prometeu manter o plano de Convertibilidade estabelecido por Menem que indexou o peso-argentino um a um com o dólar dos Estados Unidos.
A eleição presidencial de 1999 foi realizada em 24 de outubro. De la Rúa derrotou Duhalde com 48,4% dos votos, contra 38,3%, bem acima do limiar para evitar um segundo turno. Domingo Cavallo, ex-ministro da economia de Menem, terminou a disputa em terceiro lugar. De la Rúa foi empossado presidente da Argentina em 10 de dezembro de 1999, assumindo o cargo com um índice favorável de 75%. Ao contrário de Menem, cujo gabinete inicial foi composto por amigos de confiança, o gabinete de de la Rúa incluiu cinco pessoas com diplomas de universidades estrangeiras e quatro economistas.

## Presidência

### Política interna

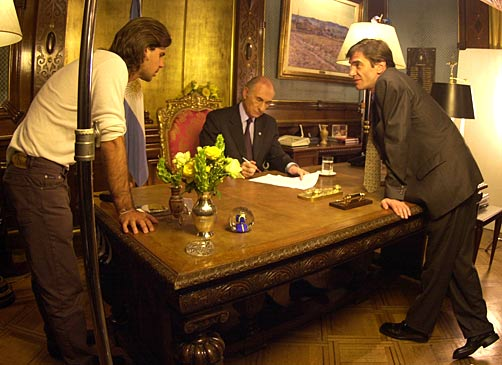
De la Rúa prepara um discurso após a renúncia de seu vice-presidente, Carlos Álvarez. Está ao lado de seu filho Antonio de la Rúa e do secretário Darío Lopérfido.

Nos primeiros dias de sua presidência, enviou um projeto de lei ao Congresso solicitando uma intervenção federal em Corrientes. A província tinha um alto nível de endividamento, e organizações de piqueteros bloquearam estradas em protestos. Havia dois governadores interinos que disputavam poder. O projeto foi imediatamente aprovado, e Ramón Mestre foi escolhido interventor federal.
Os sindicatos peronistas se opuseram a de la Rúa e realizaram sete greves gerais contra ele. O presidente enviou um projeto de lei conhecido como a lei de flexibilidade do trabalho para desregulamentar condições de trabalho, tentando reduzir a influência política dos sindicatos, ao Congresso. Este projeto recebeu oposição do PJ e foi alterado. Acabou sendo aprovado, mas Álvarez afirmou que vários legisladores foram subornados para apoiar o projeto de lei. Álvarez pediu a remoção do ministro do Trabalho, Alberto Flamarique, mas de la Rúa o promoveu para ser seu secretário pessoal. Álvarez renunciou no dia seguinte e o escândalo político dividiu a coalizão. Vários deputados que inicialmente apoiaram o presidente mudaram para a oposição. Alfonsín tentou evitar uma ruptura da UCR. Alguns meses depois, propôs-se que Álvarez voltasse como chefe do Gabinete de Ministros; ele inicialmente apoiou a ideia, mas de la Rúa foi contra. Cavallo também foi proposto para o cargo antes de ser nomeado ministro da Economia. De la Rúa pretendia incluir o FREPASO no novo gabinete, mas excluir Álvarez pois ainda ressentia de sua renúncia. As negociações falharam e o novo gabinete não incluiu políticos do FREPASO, mas a Aliança ainda estava trabalhando como uma coalizão no Congresso. Também incluiu vários políticos radicais da facção interna de Alfonsín. O novo chefe de Gabinete foi Chrystian Colombo, que mediou os conflitos entre Alfonsín e o presidente.
O PJ ganhou as eleições de meio de mandato de 2001 com 40% dos votos, contra 24% da base governista, dando-lhe a maioria nas duas câmaras do Congresso. No entanto, a taxa de abstenção e várias formas de votos de protesto combinados atingiram 41%, o mais alto da história argentina, como consequência do descontentamento popular com os dois principais partidos. Mesmo os poucos candidatos da Aliança que ganharam em seus distritos, como o radical Rodolfo Terragno em Buenos Aires, fizeram campanha com plataformas políticas contra o governo de de la Rúa.

### Política externa

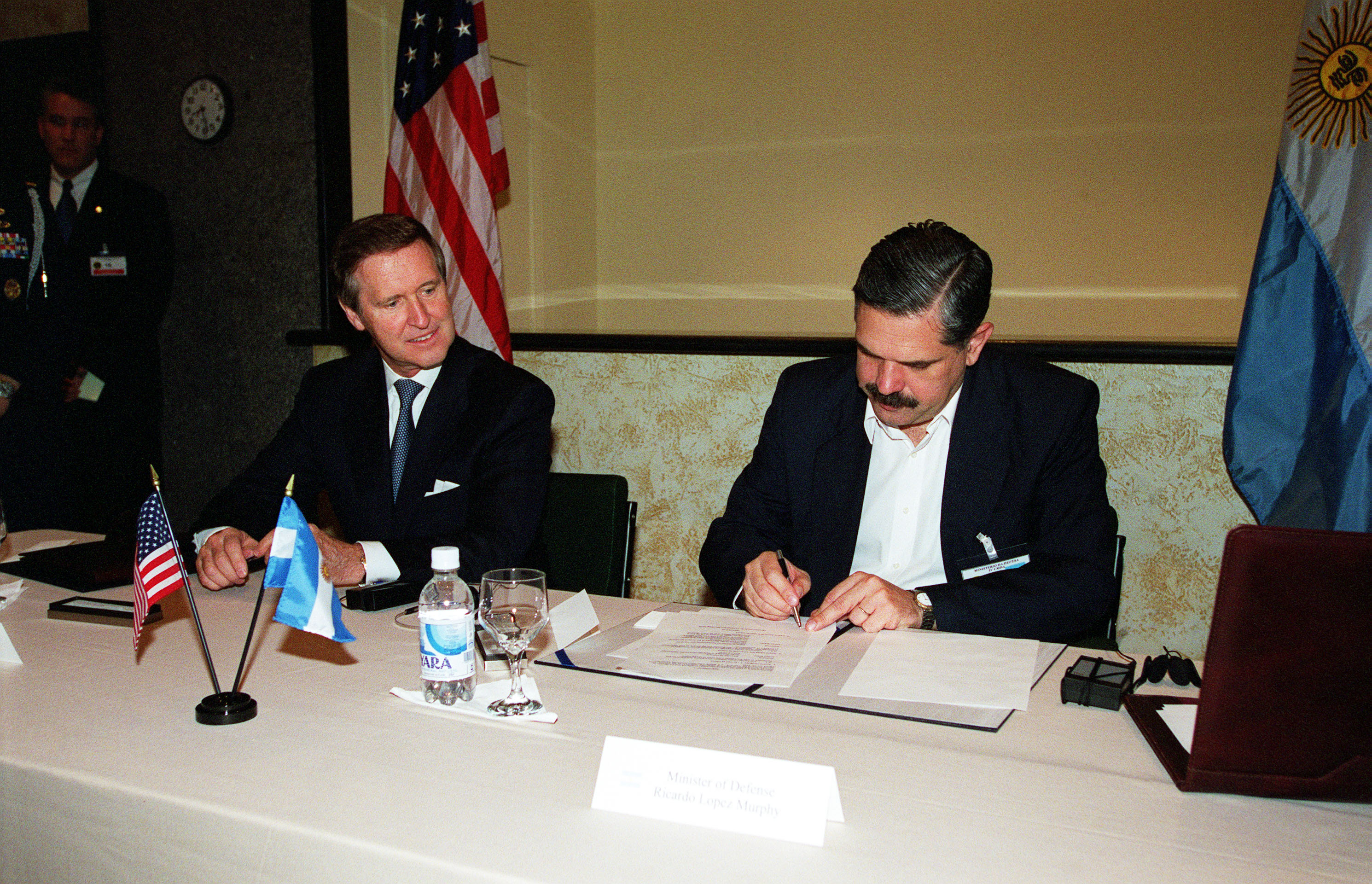
William Cohen, secretário de Defesa dos Estados Unidos, e Ricardo López Murphy, então ministro da Defesa da Argentina, em 2000.

O primeiro ano de presidência de de la Rúa coincidiu com o último ano da de Bill Clinton nos Estados Unidos. Ricardo Murphy, ministro da Defesa, se encontrou com William Cohen, secretário de Defesa dos EUA, em uma cúpula de ministros que aconteceu no Brasil em 2000. Ambos os países concordaram em compartilhar informações confidenciais e realizar operações conjuntas contra o terrorismo.
George W. Bush tomou posse em janeiro de 2001 e mudou a política norte-americana para países em crises financeiras. O secretário do Tesouro, Paul O'Neill, crítico de auxílio financeiro, disse: "Estamos trabalhando para encontrar uma maneira de criar uma Argentina sustentável, não apenas uma que continua a consumir o dinheiro dos encanadores e carpinteiros nos Estados Unidos Estados que ganham US$ 50 000 por ano e se perguntam o que no mundo estamos fazendo com seu dinheiro". Os ataques de 11 de setembro ocorreram alguns meses depois, e os EUA concentraram sua política externa na Guerra ao Terror contra países suspeitos de abrigar organizações terroristas. Como resultado, os EUA não deram mais ajuda financeira à Argentina. Esta política foi confirmada após uma entrevista de Bush com o presidente brasileiro, Fernando Henrique Cardoso, que confirmou que o Brasil não seria afetado pela crise argentina.

### Política econômica
O primeiro ministro da Economia de de la Rúa foi o progressista José Luis Machinea, proposto ao cargo por Alfonsín e Álvarez. Menem deixou um grande déficit que Machinea tentou compensar com maiores impostos para as pessoas com maiores rendimentos e uma redução do valor das aposentadorias mais elevadas. O déficit foi reduzido, mas a crise continuou. O escândalo sobre a lei do trabalho e a demissão de Álvarez aumentaram o risco-país e tornaram o acesso da Argentina ao crédito internacional mais difícil. O governo negociou uma linha de crédito do Fundo Monetário Internacional (FMI) de US$ 38 bilhões para evitar um incumprimento e permitir que a economia crescesse de novo. Machinea também propôs nomear o ex-ministro Cavallo como o novo presidente do Banco Central da Argentina. No entanto, Machinea não conseguiu alcançar os níveis de austeridade negociados com o FMI e renunciou alguns dias depois. O ministro da Defesa, Ricardo López Murphy, tornou-se o novo ministro da Economia. Durante a campanha eleitoral, de la Rúa prometeu não nomeá-lo a este ministério, mas com a crise em curso ele não queria arriscar problemas causados por uma falta temporária de ministro. López Murphy anunciou um plano de austeridade mais rigoroso, com redução nos orçamentos da saúde e educação. Seu plano foi rejeitado pelas manifestações de rua e pelo FREPASO, e então de la Rúa o rejeitou. Murphy renunciou depois de ser ministro por dezesseis dias.
De la Rúa nomeou Cavallo, que serviu sob Menem e estabeleceu o plano de convertibilidade. Ele foi apoiado pelo PJ, Carlos Álvarez e os grupos financeiros, mas rejeitado pelo resto da UCR. O governo anunciou que manteria o plano de convertibilidade e que não haveria desvalorização ou incumprimento financeiro. Cavallo propôs várias leis; de la Rúa as enviou ao Congresso e foram aprovadas. A "lei dos superpoderes" autorizou o chefe de governo a modificar o orçamento nacional sem a intervenção do Congresso. Houve um novo imposto sobre as operações bancárias e mais produtos atraíram o imposto sobre o valor acrescentado. Os salários dos funcionários aduaneiros nacionais foram aumentados e algumas indústrias beneficiaram-se de isenções fiscais. O Megacanje foi uma negociação para atrasar o pagamento da dívida externa em troca de taxas de juros mais elevadas. No entanto, a dívida interna ainda era um problema pois as províncias, especialmente a província de Buenos Aires, estavam perto da falência. Isso levou a conflitos entre Cavallo e os governadores provinciais. O Congresso aprovou um projeto de lei para uma política de "déficit zero" para evitar novos aumentos de dívidas e para trabalhar apenas com dinheiro da receita fiscal. Houve um pânico bancário em novembro de 2001; o governo reagiu introduzindo o "corralito", o que impediu as pessoas de retirar dinheiro dos bancos. Inicialmente foi uma medida temporária. O FMI recusou-se a enviar o pagamento mensal da linha de crédito aprovada no início do ano pois o governo não estava cumprindo com a política de "déficit zero".

### Protestos e renúncia
A crise piorou e, até 19 de dezembro de 2001, surgiram tumultos e saques em vários pontos do país. De la Rúa anunciou em cadeia nacional o estado de emergência. Os distúrbios continuaram; os protestos (chamados de "cacerolazo") aumentaram após seu discurso, causando 27 mortes e milhares de feridos. Cavallo renunciou à meia-noite no mesmo dia, e o resto do gabinete seguiu o exemplo.
Houve aumento dos saques em 20 de dezembro, tanto em Buenos Aires quanto no Conurbano. Os cacerolazos continuaram; grandes grupos de pessoas iniciaram manifestações pedindo a saída do governo. Os sindicatos—primeiro o CTA e depois a CGT—iniciaram greves gerais contra o estado de emergência. A maior parte da UCR retirou seu apoio a de la Rúa, e então ele pediu ao PJ para criar uma coalizão governamental. O PJ recusou, e de la Rúa renunciou como presidente. Sua última ação administrativa foi retirar o estado de emergência. O presidente renunciou em 21 de dezembro de 2001, tendo governado por dois anos, metade do mandato para o qual foi eleito.
Como o vice-presidente Carlos Álvarez já havia renunciado, o Congresso se reuniu para nomear um novo presidente. Adolfo Rodríguez Saá, governador da província de San Luis, ocuparia o cargo por dois meses enquanto convocava uma nova eleição presidencial. Protestos renovadas o forçaram a renunciar, e Eduardo Duhalde foi nomeado presidente. Duhalde conseguiu completar o mandato de de la Rúa.

## Pós-presidência

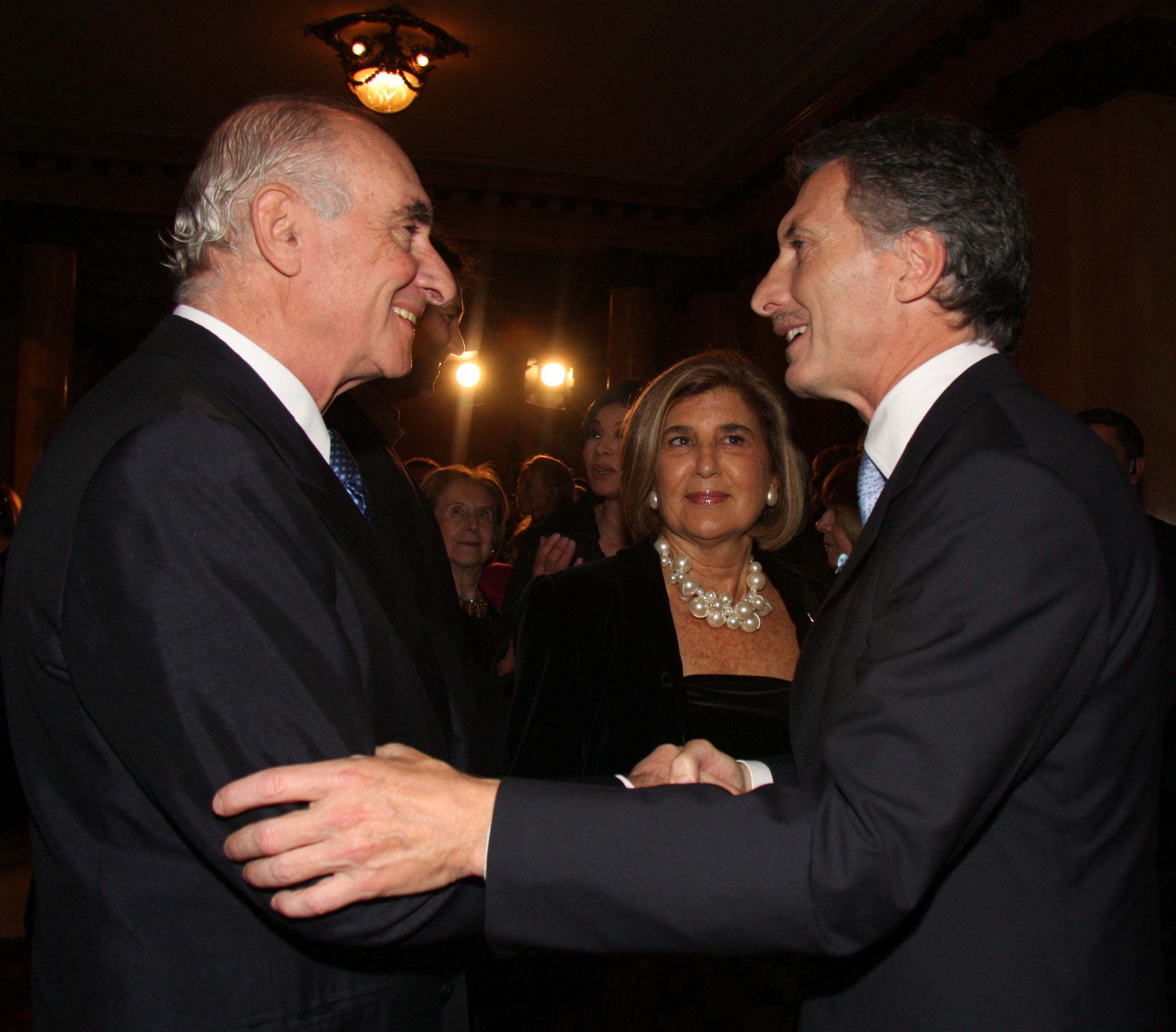
De la Rúa e Mauricio Macri em 2010.

De la Rúa se aposentou da vida política após sua renúncia. O escândalo sobre a lei de flexibilidade do trabalho foi renovado em 2003, quando um ex-funcionário do Senado, Mario Pontaquarto, afirmou ser uma testemunha do caso que entregou $ 5 000 000 a legisladores. De la Rúa foi indiciado ao lado de sete políticos da UCR e do PJ. Em 2013, todas as acusações foram removidas por uma resolução unânime, e Pontaquarto foi retirado do programa de proteção de testemunhas.
De la Rúa também foi indiciado pela repressão policial que ocorreu durante a crise; ele foi julgado pelo juiz Claudio Bonadio, que o declarou inocente em 2009. A Suprema Corte anulou esta decisão e ordenou que Bonadio investigasse mais o assunto. De la Rúa e Cavallo foram acusados de beneficiar ilegalmente os bancos que participaram do Megacanje. Eles foram inocentados em outubro de 2014.
De la Rúa faleceu em 9 de julho de 2019 em uma clínica de Buenos Aires, onde havia sido internado por insuficiência cardíaca.

## Imagem pública
De la Rúa começou a trabalhar na política desde muito jovem. Ele foi apelidado de "Chupete" por causa disso; o apelido ainda foi usado quando ficou mais velho. Durante o governo de Carlos Menem, foi visto como um político sério e formal, em contraste com o estilo de Menem. De la Rúa aproveitou esse rótulo durante a campanha eleitoral de 1999. Quando se tornou presidente e a crise econômica piorou, foi identificado como um homem fraco e cansado, incapaz de reagir à crise. Também foi visto como um homem sem liderança que não podia fazer uso de sua autoridade presidencial. De la Rúa considera que a paródia do comediante de televisão Freddy Villarreal ajudou a estabelecer essa imagem. Procurou mudar sua imagem ao aparecer no programa televisivo El show de Videomatch, mas falhou; ele confundiu os nomes do programa e o da esposa do apresentador Marcelo Tinelli. A imagem popular foi reforçada quando foi hospitalizado devido a uma doença arterial periférica causada por colesterol alto no sangue. Embora seja uma intervenção médica padrão e simples, o médico disse à imprensa que de la Rúa sofria de arteriosclerose, que geralmente está ligada à falta de velocidade e reflexos.

## Nota
- Este artigo foi inicialmente traduzido, total ou parcialmente, do artigo da Wikipédia em inglês cujo título é «Fernando de la Rúa», especificamente desta versão.